# Partito Comunista (Maoista) dell'Afghanistan
Il Partito Comunista (Maoista) dell'Afghanistan (in farsi: حزب كمونيست (مائوئيست) افغانستان, Hezb-e Komunist (Ma'uist) Afghanistan), abbreviato in PC(M)A e in passato noto come Partito Comunista dell'Afghanistan, è un partito comunista clandestino afghano orientato ideologicamente sulle posizioni del marxismo-leninismo-maoismo. Fu fondato nel 2004, dall'unione di cinque diversi partiti maoisti locali. Il Partito Comunista (Maoista) dell'Afghanistan era membro del Movimento Rivoluzionario Internazionalista, oggi non più esistente.
Durante l'occupazione dell'Afghanistan da parte della coalizione guidata dagli Stati Uniti (2001-2021), l'obiettivo dichiarato del Partito è stato il dare vita a una guerra popolare, in modo da cacciare le forze straniere dal paese, per stabilire un regime di nuova democrazia e di socialismo. Dopo l'offensiva talebana del 2021, con conseguente ritirata delle forze straniere e la costituzione dell'Emirato Islamico dell'Afghanistan da parte dei Talebani, il Partito ha mutato i propri obbiettivi in favore del rovesciamento del regime talebano.

## Storia
La prima organizzazione comunista in Afghanistan, l'Organizzazione della Gioventù Progressista (OGP), nacque nel 1965, in un contesto di manifestazioni giornaliere e di scontri tra studenti, lavoratori e attivisti, e la polizia e le forze armate del Re Mohammed Zahir Shah. Queste lotte portarono alla nascita dell'OGP. Alcuni circoli di intellettuali e attivisti politici unirono le forze per raggiungere l'obbiettivo di una rivoluzione socialista in Afghanistan. Akram Yari, un maoista, divenne il leader di questi circoli, che ebbero un ruolo fondamentale nella nascita dell'OGP.
L'Organizzazione della Gioventù Progressista rimase clandestina. I suoi leader pubblicavano una rivista chiamata Sholaye Jawid, con posizioni chiaramente maoiste. Dopo la pubblicazione di undici numeri, la rivista fu sequestrata dalle forze governative e le sue pubblicazioni vietate. L'intensificarsi della repressione nei confronti del movimento comunista, e soprattutto l'uso strumentale che il governo fece dei fondamentalisti islamici, portò a diversi scontri fisici tra maoisti e fondamentalisti, nel corso di uno dei quali rimase ucciso l'importante leader studentesco maoista Saydal Sokhandan.
Quando il Partito Democratico Popolare dell'Afghanistan (PDPA) salì al potere dopo la Rivoluzione di Saur nel 1978, il movimento maoista che guidava l'OGP subì una rinnovata fase di repressione: migliaia furono i maoisti arrestati o uccisi. Disorganizzato e senza una guida precisa, il movimento maoista andò a costituirsi in numerose organizzazioni per combattere il regime del PDPA e per resistere all'Invasione sovietica dell'Afghanistan. Durante questo periodo, diversi di questi gruppi comunisti si avvicinarono ai gruppi dei guerriglieri mujahidin, gli stessi contro cui avevano lottato in precedenza.
Le organizzazioni maoiste più "dure" presero le distanze da quelle che avevano cooperato con i mujahidin, e alla fine degli anni '80 formarono la Cellula Rivoluzionaria Comunista dell'Afghanistan (CRCA). La CRCA, a sua volta, con altre organizzazioni costituì l'Organizzazione Rivoluzionaria Comunista dell'Afghanistan (ORCA), che nel 1991 infine proclamò la nascita del Partito Comunista dell'Afghanistan (PCA). Il PCA riprese le pubblicazioni della sua vecchia rivista Sholaye Jawid, nell'intento di seguire il percorso dell'OGP e del suo fondatore Akram Yari.
Dopo l'invasione dell'Afghanistan nel 2001, il PCA lanciò un appello alle altre organizzazioni maoiste per unire gli sforzi in un unico partito maoista. Per questo, il PCA con altre quattro organizzazioni maoiste formò il Comitato d'Unità del Movimento Marxista-Leninista-Maoista dell'Afghanistan. Dopo tre anni di lotta politica e ideologica, il primo maggio del 2004  il Comitato d'Unità dichiarò la nascita del Partito Comunista (Maoista) dell'Afghanistan.